# 胡循綸
胡循纶，字掌丝，山東新城县（今桓台縣）人，胡宣中子，清朝政治人物。
順治十一年（1654年）甲午科舉人。顺治十六年（1659年）己亥科进士，授汉中府推官，後补河南卢氏县知县，镇抚有功，卒於任内。